# Лафаж, Ремон

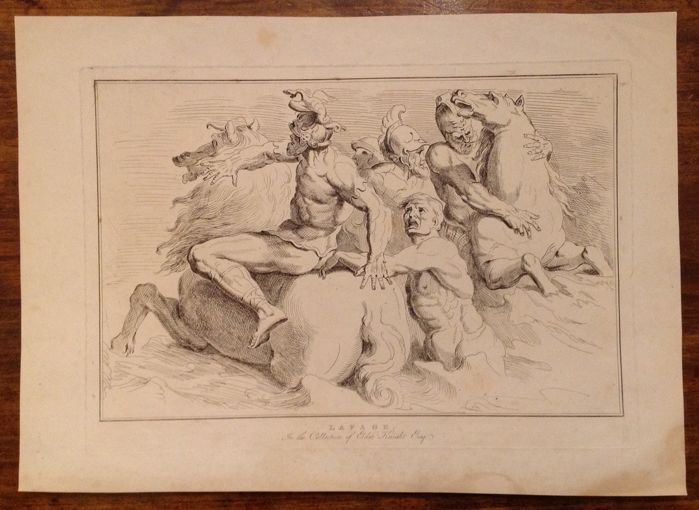

Ремон Лафаж (фр. Raymond Lafage; 1 октября 1656, Лиль-сюр-Тарн, Юг-Пиренеи — 1684, близ Лиона) — французский живописец, рисовальщик и гравёр-аквафортист эпохи барокко.
Ученик Жана-Пьера Ривальца. Став известным, обучал его сына Антуана Ривальца. Отправился в Италию, где знакомился с работами великих итальянских мастеров и копировал их. Вернувшись на родину, жил и творил в Тулузе. Отправившись во второй раз в Италию, умер в пути близ Лиона.

## Творчество
Создавал преимущественно рисунки пером и карандашом, причём легкие, игривые композиции удавались ему лучше, чем серьёзные. Ныне известны 21 гравюра его работы, из них три имеют религиозное содержание, а остальные изображают мифологические сюжеты («Купающиеся нимфы», «Юнона и Эол», вакханалии и т. п.) и пейзажи.
Несколько его работ были опубликованы Яном ван дер Брюгге в серии под названием «Effigies Raymundi la Fage» вместе с гравюрами Корнелиса Вермёлена, Жерара Одрана, Франца Эртингера и Шарля Луи Симонно.